# (16947) Wikrent
(16947) Wikrent (1998 HN80) – planetoida z grupy pasa głównego asteroid okrążająca Słońce w ciągu 3,35 lat w średniej odległości 2,24 j.a. Odkryta 21 kwietnia 1998 roku.